# (11572) Schindler
(11572) Schindler ist ein Asteroid des Hauptgürtels, der am 15. September 1993 vom belgischen Astronom Eric Walter Elst am La-Silla-Observatorium (IAU-Code 809) der Europäischen Südsternwarte entdeckt wurde.
Der Asteroid wurde nach dem deutschen Unternehmer Oskar Schindler benannt.